# Абрамов, Николай Викторович
Никола́й Ви́кторович Абра́мов (24 января 1961, Казыченская, Ленинградская область — 23 января 2016, Петрозаводск) — вепсский и русский писатель, поэт, журналист, литературный переводчик, заслуженный работник культуры Республики Карелия. Народный писатель Республики Карелия (2017).

## Биография
Родился и провёл детство в вепсском селе Ладва в Ленинградской области. Вепс по происхождению.
В 1978 году окончил Винницкую среднюю школу. Учился в Ленинградском топографическом техникуме, Петрозаводском государственном университете, Карельском государственном педагогическом университете. Работал грузчиком, рабочим в совхозе, рамщиком на пилораме, директором сельского дома культуры, рабочим в геодезической экспедиции, фотографом, корреспондентом районной газеты «Свирские огни», собственным корреспондентом «Финно-угорской газеты», корреспондентом независимой частной газеты «Кто о чём», редактором и главным редактором вепсской газеты «Kodima» (вепс. Родная земля). Последние годы работал в Национальной библиотеке Карелии.
Член Союза писателей России с 1998 г. и Союза журналистов России с 2003 г. На состоявшемся в августе 2010 г. в Оулу (Финляндия) XI Международном конгрессе финно-угорских писателей избран в правление Международной ассоциации финно-угорских писателей. Член правления Союза журналистов Республики Карелия.
Скончался в Петрозаводске после тяжёлой скоротечной болезни 23 января 2016 года, за день до своего 55-летия. Похоронен на малой родине в деревне Ладва.

## Творчество
Первый сборник стихов Абрамова — «Koumekümne koume» («Тридцать три») — вышел в 1994 году и стал первой художественной книгой на вепсском языке. В 1999 году вышел второй сборник Абрамова, «Kurgiden aig» («Время журавлей»), где кроме его собственных стихов опубликована переведённая им на вепсский поэзия Пушкина, Есенина, Пастернака, Рубцова, Высоцкого, Евтушенко.
В 1999 г., при финансовой поддержке Финского литературного общества и общества Кастренин (Финляндия), издал книгу стихотворений и переводов «Kurgiden aig» («Время журавлей»). В 2005 г. вышел третий сборник поэта «Pagiškam, vell’» («Поговорим, брат») на вепсском и русском языках. Эта и предыдущая книги выпущены издательством «Периодика» (Петрозаводск).
В 2010 в Будапеште вышел сборник стихов Николая Абрамова «Дважды тридцать три» на вепсском и венгерском языках, а в Таллине — сборник «Kurgede aeg» («Время журавлей») на эстонском языке.
В 2011 г. в Париже вышел сборник стихов Николая Абрамова «Les chants des forêts» («Песни леса») на вепсском и французском языках
В 2013 г. в Санкт-Петербурге вышел кириллический сборник стихов на вепсском языке «Оять-ёген рандал…».
Поэт переводил на вепсский язык классиков мировой и русской литературы. Переводил произведения Омара Хайяма, Рабиндраната Тагора, Уильяма Шекспира, Поля Верлена, Александра Пушкина, Льва Толстого, Сергея Есенина, Николая Клюева, Бориса Пастернака, Николая Рубцова, Евгения Евтушенко, Владимира Высоцкого и других. Переводил также отрывки из эстонского народного эпоса «Калевипоэг», сказки народа Коми, стихи и прозу финно-угорских писателей России. Среди переведённых Николаем Абрамовым произведений есть и тексты мировых рок-хитов Yesterday (The Beatles) и We Are The Champions (Queen), которые исполняют на вепсском языке певица Анна Васильева (Юсне) и Национальный ансамбль песни и танца Карелии «Кантеле».
Стихи Николая Абрамова публиковались в различных сборниках, антологиях, переводились с вепсского на русский, финский, эстонский, шведский, французский, норвежский, венгерский, языки финно-угорских народов России.
Книга Николая Абрамова «Kurgiden aig» («Время журавлей») находится в фондах Государственного культурного центра-музея В. С. Высоцкого «Дом Высоцкого на Таганке».
Кроме литературной работы, Николай Абрамов профессионально занимался фотографией. В Петрозаводске состоялись три его персональные фотовыставки, снимки Абрамова экспонировались на различных выставках в России, Норвегии, Украине, публиковались в журналах и фотоальбомах.
Ещё одна из творческих ипостасей Николая Абрамова — съёмки в кино. Короткометражный художественный фильм «Счастье» с его участием завоевал приз «Золотая лада» на IV Всероссийском фестивале короткометражных игровых фильмов «Встречи на Вятке» (Киров, 2007).
В октябре 2009 г. документальный фильм «Вепсский завет» (продюсерский центр АТК-студио, С-Петербург), в съёмках которого принимал участие Абрамов, получил Гран-при II межрегионального конкурса мультимедийного искусства «Золотая кедровая ветвь Сибири» в Кемерове.

## Награды и признание
- Международная литературная премия Фонда Бенгта Похьянена (Швеция, 2007)[3]
- Лауреат года Республики Карелия (2009)
- Заслуженный работник культуры Республики Карелия (2011)
- Народный писатель Республики Карелия (18 августа 2017, звание присвоено посмертно) — за создание выдающихся высокохудожественных произведений литературы, получивших широкое общественной признание, и большой вклад в сохранение и развитие культуры, языка и литературы вепсского народа